# Bagoas (Alessandro Magno)
Bagoa (in persiano: Bagoi; in greco: Βαγώας, traslitterato Bagoas; IV secolo a.C.) è stato un cortigiano persiano, figura molto discussa della storia greco-persiana e della vita di Alessandro Magno.

## Biografia
Eunuco, dapprima fanciullo favorito (Catamita, ovvero "compagno intimo") del re persiano Dario, riuscì a sfuggire al satrapo Besso e ai congiurati quando questi uccisero a tradimento il Grande Re. Un signore dell'ex-corte persiana, Nabarzane, lo accolse nel proprio campo, mentre l'eunuco tentava di raggiungere i superstiti persiani, e gli suggerì di entrare al servizio di Alessandro.
Diverse furono le difficoltà che il giovane incontrò nel prestare servizio ad Alessandro: l'incomprensione linguistica, la differenza di etichetta tra i costumi macedoni e quelli persiani e la ritrosia del giovane re. Infine, Bagoa riuscì a vincere il cuore del re (diventando suo eromenos, amante), il quale non lo abbandonò nemmeno quando sposò Rossane, la figlia di Ossiarte, capo della Sogdiana (327 a.C.).
Alla morte di Alessandro nel 323 a.C., Bagoa non aveva più nessuno: la sua famiglia era stata sterminata già ai tempi di re Artaserse. Tolomeo, uno dei più fedeli generali di Alessandro, lo accolse nella sua corte in Egitto e presso di lui Bagoa poté raccogliere le proprie memorie e aiutarlo nel redigere una Storia di Alessandro il più fedele possibile alla veridicità storica. Morì in Egitto, in data imprecisata.

## Bagoa nella cultura di massa
Il personaggio storico di Bagoa ha ispirato varie opere:
- Bagoa è il protagonista del romanzo storico di Mary Renault Il ragazzo persiano.
- È ritratto come un personaggio nel secondo volume della trilogia letteraria su Alessandro Magno di Roger Peyrefitte, intitolato Les Conquêtes d'Alexandre.
- Viene rappresentato come uno dei personaggi principali anche nel romanzo di Jo Graham Stealing Fire, della serie Numinous World.
- Nel film del 2004 Alexander di Oliver Stone è un personaggio secondario interpretato da Francisco Bosch, ed è amante di Alessandro Magno.